# 中国驻布基纳法索大使馆
中华人民共和国驻布基纳法索大使馆（法語：Ambassade de la République populaire de Chine au Burkina Faso），简称中国驻布基纳法索大使馆，是中华人民共和国驻布基纳法索的外交代表机构。

## 历史
中国与上沃尔特共和国于1973年9月15日建交，中国政府随即在瓦加杜古设立驻上沃尔特大使馆，首任大使为谢邦治。
1994年2月4日，中国政府宣布中止两国外交关系，大使馆因此撤馆，并保有留守组，对布基纳法索事务转由中国驻科特迪瓦使馆代管。
2018年5月26日，中国与布基纳法索发表联合公报，宣布恢复大使级外交关系。同年7月12日，中国驻布基纳法索大使馆复馆。